# TT76
La tombe thébaine TT 76 est située à Cheikh Abd el-Gournah, dans la nécropole thébaine, sur la rive ouest du Nil, face à Louxor en Égypte.
C'est la sépulture d'un nommé Thenouna, porteur de l'éventail à la droite du roi durant le règne de Thoutmôsis IV (XVIIIe dynastie).